# Paucgraphia
Lycophotia là một chi bướm đêm thuộc họ Noctuidae.